# Гарпер-Вудс (Мічиган)
Гарпер-Вудс (англ. Harper Woods) — місто (англ. city) в США, в окрузі Вейн штату Мічиган. Населення — 15 492 особи (2020).

## Географія
Гарпер-Вудс розташований за координатами 42°26′20″ пн. ш. 82°55′46″ зх. д. / 42.43889° пн. ш. 82.92944° зх. д. (42.438983, -82.929384).  За даними Бюро перепису населення США в 2010 році місто мало площу 6,76 км², уся площа — суходіл.

## Демографія
Згідно з переписом 2010 року, у місті мешкало 14 236 осіб у 5814 домогосподарствах у складі 3611 родини. Густота населення становила 2106 осіб/км².  Було 6504 помешкання (962/км²).
Расовий склад населення:
| - 49,6 % — білих - 45,6 % — чорних або афроамериканців - 1,5 % — азіатів - 0,2 % — корінних американців |

До двох чи більше рас належало 2,7 %. Частка іспаномовних становила 2,0 % від усіх жителів.
За віковим діапазоном населення розподілялося таким чином: 25,9 % — особи молодші 18 років, 61,3 % — особи у віці 18—64 років, 12,8 % — особи у віці 65 років та старші. Медіана віку мешканця становила 37,5 року. На 100 осіб жіночої статі у місті припадало 85,9 чоловіків;  на 100 жінок у віці від 18 років та старших — 79,3 чоловіків також старших 18 років.
Середній дохід на одне домашнє господарство  становив 54 353 долари США (медіана — 48 820), а середній дохід на одну сім'ю — 62 586 доларів (медіана — 55 271). Медіана доходів становила 43 445 доларів для чоловіків та 41 053 долари для жінок. За межею бідності перебувало 13,5 % осіб, у тому числі 17,2 % дітей у віці до 18 років та 8,9 % осіб у віці 65 років та старших.
Цивільне працевлаштоване населення становило 6157 осіб. Основні галузі зайнятості: освіта, охорона здоров'я та соціальна допомога — 30,9 %, виробництво — 17,1 %, роздрібна торгівля — 10,2 %, мистецтво, розваги та відпочинок — 8,0 %.